# هرناندية ضيقة السويقة
هرناندية ضيقة السويقة (الاسم العلمي:Hernandia stenura) هي نوع من النباتات تتبع جنس الهرناندية من فصيلة الهرنانديات.